# Romolo Alzani
Romolo Alzani (ur. 6 marca 1921 w Rzymie, zm. 3 października 2002) – włoski piłkarz grający na pozycji pomocnika. Reprezentował między innymi barwy AS Romy, Lazio Rzym czy Rimini.
Rozegrał 246 spotkań w Serie A, w barwach AS Romy i Lazio Rzym i zdobył 6 bramek.